# Regarding Henry
Regarding Henry (titulada A propósito de Henry en España y La fuerza de la verdad en Hispanoamérica) es una película dramática estadounidense de 1991, dirigida por Mike Nichols. El protagonista, Henry, es un auténtico depredador, abogado de compañías sin escrúpulos, que consigue redimirse y triunfar defendiendo al estadounidense medio contra el aparato de las enormes empresas.

## Argumento
Henry es un abogado de gran éxito y escasos escrúpulos. Sin dejar de mantener una apariencia de familia feliz, tanto él como su esposa son infieles, y su relación con su hija Rachel es prácticamente nula. Un día, casualmente, baja a comprar tabaco y se encuentra en un atraco en el supermercado. Durante el incidente recibe disparos y, aunque se recupera de las heridas, sufre graves daños cerebrales que se manifiestan en una amnesia retrógrada. No recuerda nada de su vida anterior, aparentemente exitosa y feliz. Como un niño pequeño, tiene que aprenderlo todo: hablar, leer, comportarse en público... A medida que va prosperando se da cuenta de que antes del accidente era una persona fría en casa y en el trabajo. Su esposa (Annette Bening) y su hija (Mikki Allen) le siguen queriendo y le ayudan a rehacer su vida. Él está decidido a cambiar y a convertirse en un hombre diferente, pero al ir recuperando su pasado tendrá que elegir entre volver a su antigua vida de fraude y aparente éxito o emprender un camino de honestidad y respeto hacia los demás.

## Reparto
- Harrison Ford: Henry Turner.
- Annette Bening: Sarah Turner.
- Bill Nunn: Bradley.
- Rebecca Miller: Linda.
- Bruce Altman: Bruce.
- Elizabeth Wilson: Jessica.
- Donald Moffat: Charlie Cameron.
- Mikki Allen: Rachel Turner.
- John Leguizamo: el hombre armado de la tienda de licores.
- Robin Bartlett: Phyllis.
- James Rebhorn: el Dr. Sultan
- J.J. Abrams: el chico repartidor (Jeffrey Abrams).

- Datos: Q603865